# Graméu
Graméu (spanisch Gramedo) ist ein Parroquia und ein Ort in der autonomen Gemeinschaft Asturien im Norden Spaniens.
Die 40 Einwohner (2011) leben in zwei Dörfern auf einer Fläche von 1,61 km2 im Osten der Gemeinde Cabranes; Santa Eulalia ist der Verwaltungssitz (Hauptstadt) der Gemeinde (7,5 km entfernt) der Gerichtsbezirk ist Piloña.

## Geologie

### Berge, Flüsse und Seen
Der Rio Sales passiert die Parroquia im Westen.

### Verkehrsanbindung
- Nächster internationaler Flugplatz:  Flughafen Asturias und der Regionalflugplatz La Morgal.
- Haltestellen der FEVE und ALSA sind in jedem Ort.
- Die AS-255 (Nord/Süd) und die AS-334/335 (Ost/West) sind die Hauptverkehrsstraßen der Gemeinde. Über die CB-2 kann man Graméu direkt erreichen.

### Spezialitäten
Die regionale Küche in der Parroquia wie in der gesamten Gemeinde zeichnet sich durch deftige Eintöpfe wie die berühmte Fabada und herzhafte Schmorgerichte aus. In Tomate und Oliven geschmortes Kaninchen ist eine Offenbarung. 

Die Gemeinde ist berühmt für Milchreis der hier in süßer oder deftiger Form zubereitet wird. Dem Milchreis ist sogar eine Festwoche gewidmet (Festival del Arroz con Leche).

## Sehenswertes
- Kirche „Iglesia de San Julián“ de Graméu
- mehrere alte Hórreos die noch genutzt werden

## Dörfer und Weiler im Parroquia
- Xiranes – 24 Einwohner 2011 43° 25′ 5″ N, 5° 22′ 34″ W
- Graméu – 16 Einwohner 2011 43° 24′ 49″ N, 5° 22′ 48″ W